# سوي هي
 سوي هي  (بالصينية: 何穗) (صينية:何穗; بينيين:هو سايي؛ مواليد 23 سبتمبر 1989 في شيان) عارضة أزياء وممثلة صينية, وهي أول عارضة أزياء آسيوية تفتتح عرض رالف لورين وثاني عارضة أزياء من أصل صيني مشت في عرض أزياء فيكتوريا سيكريت.

## روابط خارجية
- سوي هي على موقع IMDb (الإنجليزية)
- سوي هي على موقع قاعدة بيانات الفيلم (الإنجليزية)
- سوي هي على موقع دليل عارضات الأزياء (الإنجليزية)
- قالب:Sinaweibo
- 何穗 sui he على إنستغرام
- Models.com Profile
- قالب:NYmag model
- Pony Ryder Interview نسخة محفوظة 16 يونيو 2016 على موقع واي باك مشين.
- Models.com Interview
- Vogue Italia interview نسخة محفوظة 18 فبراير 2013 at Archive.is
- Interview by Derek Blasberg for V Magazine